# Ėduard Rjabov
Ėduard Aleksandrovič Rjabov (in russo Эдуард Александрович Рябов?; 16 gennaio 1972) è un ex biatleta russo.

## Biografia
In Coppa del Mondo ottenne il primo risultato di rilievo l'8 dicembre 1994 a Bad Gastein (6°) e il primo podio il 19 gennaio 1995 a Oberhof (3°).
In carriera prese parte a due edizioni dei Campionati mondiali (8° nell'individuale e nella staffetta ad Anterselva 1995 i migliori piazzamenti).

## Palmarès

### Coppa del Mondo
- Miglior piazzamento in classifica generale: 6º nel 1995
- 2 podi (1 individuale, 1 a squadre[1]):
  - 2 terzi posti (1 individuale, 1 a squadre)